# Saint-Édouard-de-Lotbinière
Pour les articles homonymes, voir Saint-Édouard et Lotbinière.
Saint-Édouard-de-Lotbinière est une municipalité de paroisse du Québec d'environ 1 311 habitants située dans la MRC de Lotbinière dans la Chaudière-Appalaches.
Cette municipalité, constituée le 1er décembre 1862, a une superficie d'environ 98,5 km2 et a une densité d'environ 12,59 habitants/km2.
Les personnes de cette municipalité sont des Saint-Édouardiens et des Saint-Édouardiennes, surnommées des casses à rouleaux.

## Toponymie
Elle est nommée en l'honneur de l'abbé Édouard Faucher et du seigneur René-Louis Chartier de Lotbinière.

## Histoire
- 1862 : Érection canonique de la paroisse de Saint-Édouard-de-Lotbinière après son détachement de Saint-Louis-de-Lotbinière[2].
- 1944 : Une partie du territoire de la municipalité de paroisse de Saint-Édouard-de-Lotbinière est retranchée pour former la municipalité de Saint-Janvier-de-Joly[3].

## Géographie
La rivière du Chêne délimite le nord-ouest de la municipalité, la rivière du Bois Clair la traverse d'est en ouest jusqu'à sa confluence avec la rivière du Chêne. La rivière du Petit Saut à son crénon au sud-est et coule vers le nord-est et la Rivière Huron délimite le sud de la municipalité.

## Démographie
| 1871  | 1881  | 1891  | 1901  | 1911  | 1921  |
| ----- | ----- | ----- | ----- | ----- | ----- |
| 1 197 | 1 388 | 1 359 | 1 358 | 1 506 | 1 654 |

| 1931  | 1941  | 1951  | 1956  | 1961  | 1966  |
| ----- | ----- | ----- | ----- | ----- | ----- |
| 1 527 | 1 784 | 1 864 | 1 873 | 1 891 | 1 754 |

| 1971  | 1976  | 1981  | 1986  | 1991  | 1996  |
| ----- | ----- | ----- | ----- | ----- | ----- |
| 1 498 | 1 397 | 1 398 | 1 367 | 1 306 | 1 278 |

| 2001  | 2006  | 2011  | 2016  | 2021  | - |
| ----- | ----- | ----- | ----- | ----- | - |
| 1 278 | 1 261 | 1 248 | 1 194 | 1 240 | - |

## Administration
Les élections municipales se font en bloc pour le maire et les six conseillers.
| Saint-Édouard-de-Lotbinière Maires depuis 2001                                                                       |                     |         |          |
| Élection | Maire               | Qualité | Résultat |
| 2001 | Bernard C. Lemay    |         | Voir     |
| 2005 | Jean-Michel Leclerc |         | Voir     |
| n/d | Alain Soucy         |         | Voir     |
| 2009 | Alain Soucy         | Voir    |          |
| 2013 | Denise Poulin       |         | Voir     |
| 2017 | Denise Poulin       | Voir    |          |
| 2021 | Denise Poulin       | Voir    |          |
| Élection partielle en italique Depuis 2005, les élections sont simultanées dans toutes les municipalités québécoises |                     |         |          |

### Circonscriptions électorales provinciales et fédérales
Saint-Édouard-de-Lotbinière fait partie de la circonscription électorale fédérale de Lévis—Lotbinière et fait partie de la circonscription électorale provinciale de Lotbinière-Frontenac.

## Transport
La route 226 traverse cette municipalité.

## Éducation
Les écoles primaires et secondaires font partie du Centre de services scolaire des Navigateurs.

### Éducation primaire
Saint-Édouard contient une école primaire : L'École du Chêne (maternelle 4 ans à 6e année). Elle est affiliée à celle de Leclercville (de la Falaise) (3e à 6e année) et de Lotbinière (maternelle 5 ans, 1e année et 2e année).

### Éducation secondaire
L'école secondaire la plus près est l'École secondaire Pamphile-Le May à Sainte-Croix.

### Éducation collégiale
L'établissement collégial le plus près est le Centre d'études collégiales de Lotbinière, qui fait partie du Cégep de Thetford et qui est situé à Saint-Agapit. Le collégial peut également être fait à Québec.

### Éducation universitaire
Les établissements universitaires les plus près sont l'Université Laval, qui est situé dans la ville de Québec, et l'Université du Québec à Trois-Rivières, situé à Trois-Rivières.

## Santé
Située près de Laurier-Station, de Lévis et de Québec, la municipalité est desservie par différents services médicaux.

### Services médicaux
Le CLSC le plus proche est situé à Laurier-Station (CLSC de Laurier-Station) et le centre hospitalier le plus près est à Lévis (Hôtel-Dieu de Lévis).

## Médias

### Journal municipal
Le Bavard est un journal municipal mensuel de Saint-Édouard-de-Lotbinière.
Le Peuple Lotbinière est un journal hebdomadaire qui couvre les nouvelles des municipalités de la municipalité régionale de comté de Lotbinière, incluant Saint-Édouard-de-Lotbinière.

## Patrimoine
L'église de Saint-Édouard est construite entre 1900 et 1901. Elle est conçue par l'architecte David Ouellet. Sa hiérarchisation régionale permet de la qualifier d'exceptionnelle. Le noyau paroissial est complété par un presbytère et un cimetière. Ce dernier contient un calvaire et un charnier.
Sur le plan du patrimoine agricole, la municipalité héberge une ferblanterie construite en 1895.